# 秋田市上下水道局
秋田市上下水道局（あきたしじょうげすいどうきょく）とは、秋田県秋田市の水道事業・下水道事業を手掛ける地方公営企業で、同市川尻みよし町に本庁舎が所在する。

## 概要
前身である秋田市水道局は、かつては、秋田市の4大地方公営企業（水道局・交通局・ガス局・市立病院）の一つであったが、行政改革ならびに事業見直しなどで2005年に秋田市水道局を改組し、同時に市の下水道部を統合して新たに発足した。
2014年4月時点で、現存する市の公営企業としては唯一である。

## 沿革
- 2005年4月1日 - 秋田市水道局を改組のうえ、市の下水道部を統合した秋田市上下水道局が発足。
- 2007年 - 秋田市が公営事業として行っていた仁別地域の簡易水道事業及び市町村合併時に秋田市本体が継承した旧河辺町の3つの簡易水道事業および同じく旧雄和町の水道事業と南雄和地区の簡易水道事業を、秋田市上下水道局へ移管される。

## 庁舎等
- 川尻庁舎（旧・水道局）…秋田市川尻みよし町14番8号
- 八橋庁舎（旧・市下水道部）…秋田市八橋本町六丁目12番15号

事務部門は、2庁舎の他、仁井田、豊岩の両浄水場に設置されている。

### 浄水場
- 仁井田浄水場…秋田市仁井田字新中島221番地2
- 豊岩浄水場…秋田市豊岩豊巻字上野164番地
- 仁別浄水場…秋田市仁別字堂の下16番地2
- 俄沢浄水場…秋田市河辺岩見字俄沢252番地
- 松渕浄水場…秋田市河辺松渕字大土手下13番地

### 配水場
- 手形山配水場…秋田市手形字大松沢99番地2
- 浜田配水場…秋田市浜田字滝の原159番地33
- 御所野配水場…秋田市御所野下堤二丁目1番1号
- 豊岩配水場…秋田市豊岩豊巻字上野地内(豊岩浄水場西側)
- 平尾鳥配水場…秋田市雄和平尾鳥字小平96番地22
- 椿川配水場…秋田市雄和椿川字前椿岱462番地1

### 下水道処理場
一部地域の下水処理は、秋田県秋田臨海処理センターの施設を間借りしている。
- 八橋下水道終末処理場…秋田市八橋本町六丁目12番15号(八橋庁舎に隣接)
- 金足浄化センター…秋田市下新城長岡字耳取201番地
- 羽川浄化センター…秋田市下浜羽川字古堂
- 仁別浄化センター…秋田市仁別字小水沢

### 下水道ポンプ場
汚水中継ポンプ場が10ヶ所(うち、単独公共2ヶ所、流域関連8ヶ所)、雨水排水ポンプ場が2ヶ所ある。
マンホールポンプ施設が市内319ヶ所所在する。

## 不祥事
秋田市上下水道局として発足早々、旧下水道部から旧水道局に委託されていた下水道使用料の誤徴収が発覚し（契約先によって多く徴収したところもあれば、少なく徴収していたところもあった）、これまでの上下分離（上水道が公営企業、下水道が市直轄事業と分離されていたことに関わる弊害）の問題が露呈した。この調査に、2008年末までかかった。
2012年には、上下水道局職員の私用パソコンから旧河辺町住民の水道利用者データが流出していたことが明らかとなった。
2014年には、贈収賄事件が発覚し、上下水道局の主席主査が収賄容疑で逮捕される事態となった。逮捕事案となる事件は、市役所本体での事件以来30年ぶりだったとされる。

## 出納取扱金融機関及び収納取扱金融機関
出納取扱金融機関は、秋田銀行秋田市役所支店。収納取扱金融機関は、北都銀行をはじめ、秋田市に本支店を置く有人かつ口座開設可能な金融機関がおおむね設定されている（令和2年4月1日より、商工組合中央金庫については、窓口収納を代金取立扱いとし、秋田支店の口座振替による引き落としに限定している）。なお、ゆうちょ銀行は、口座振替には対応しているが、郵便局の貯金窓口を含め窓口収納に対応していない。

## ギャラリー

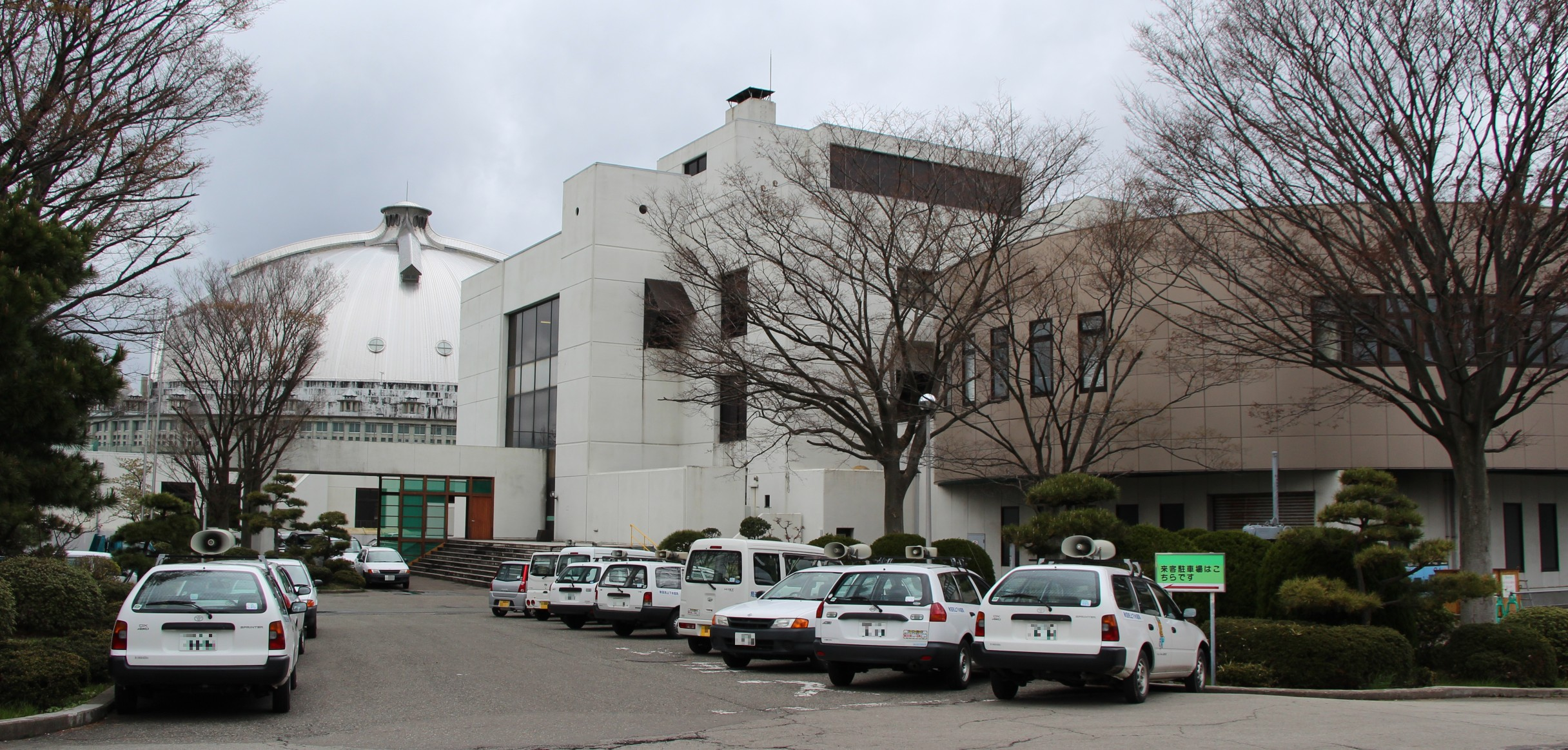
八橋庁舎
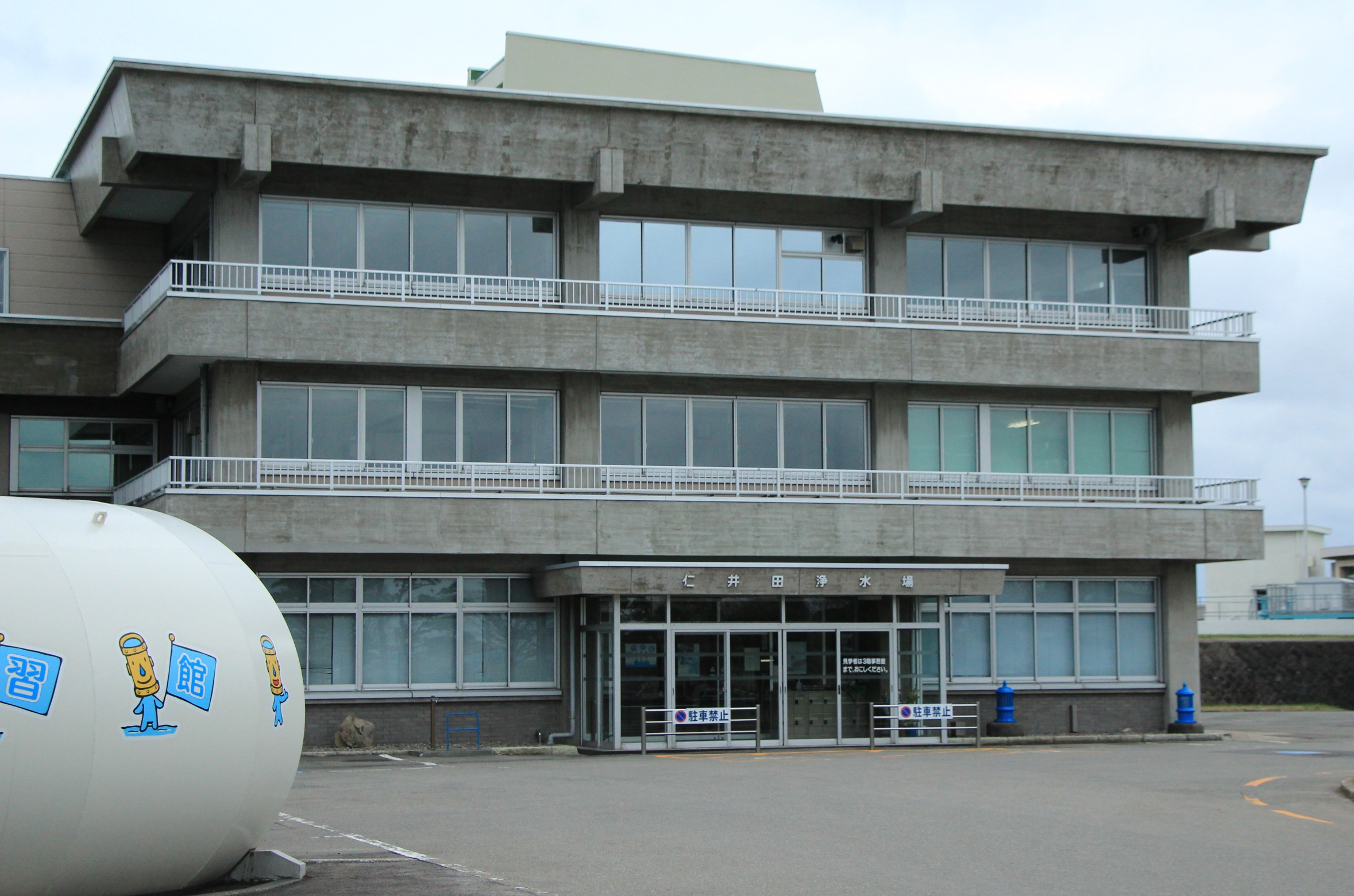
仁井田浄水場
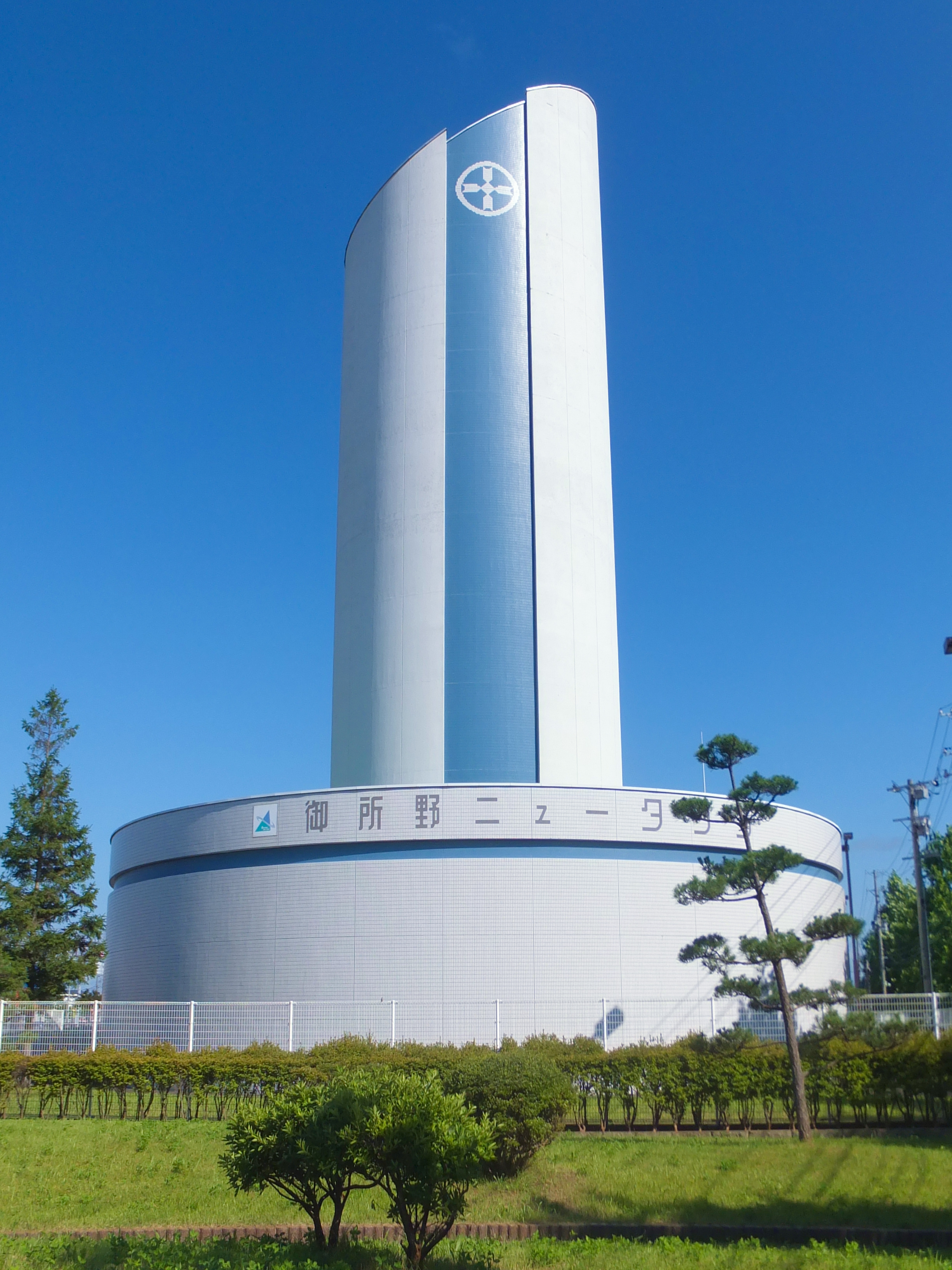
御所野配水場
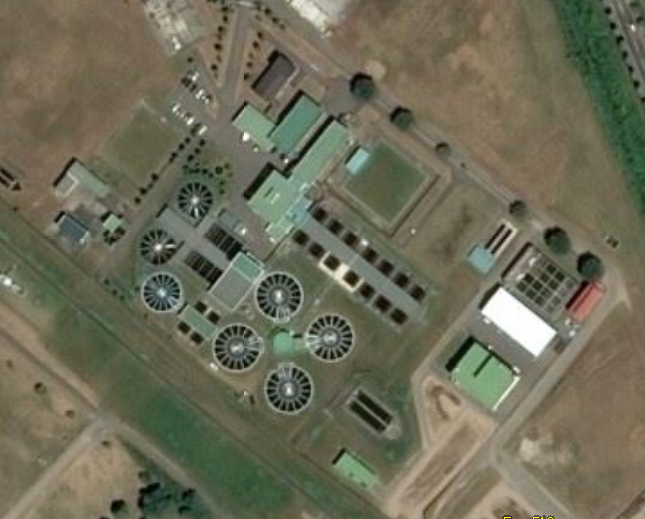
仁井田浄水場
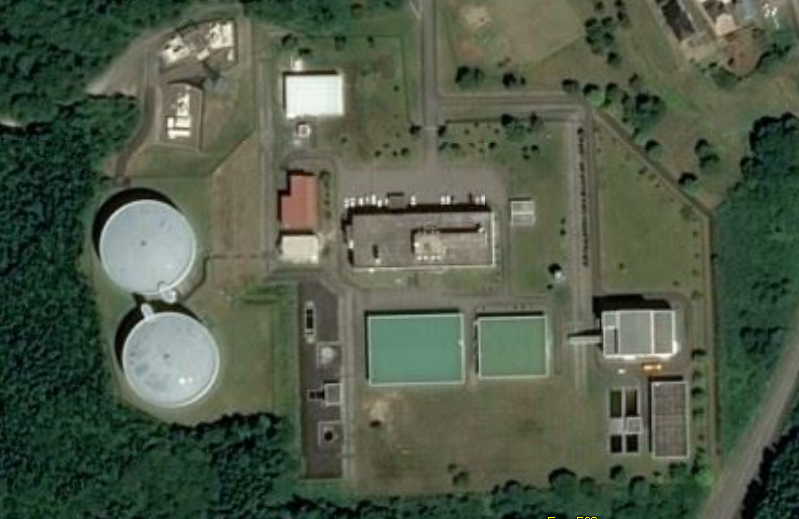
豊岩浄水場
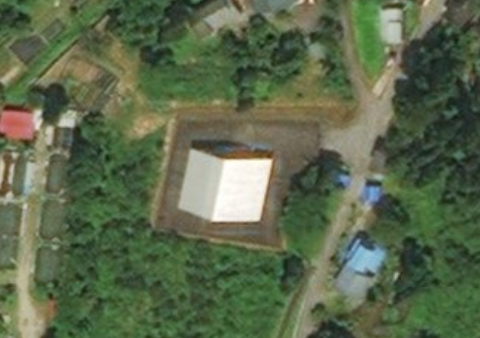
仁別浄水場
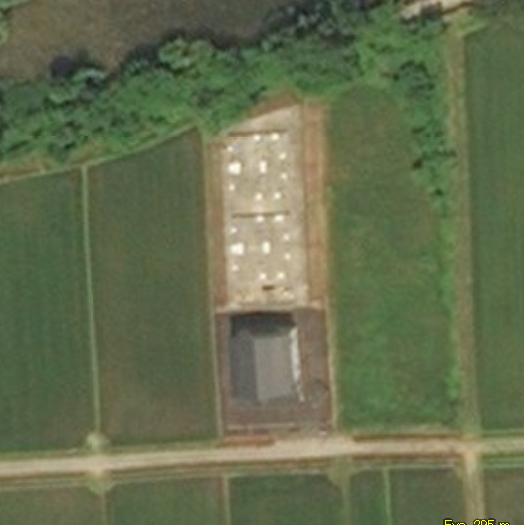
俄沢浄水場
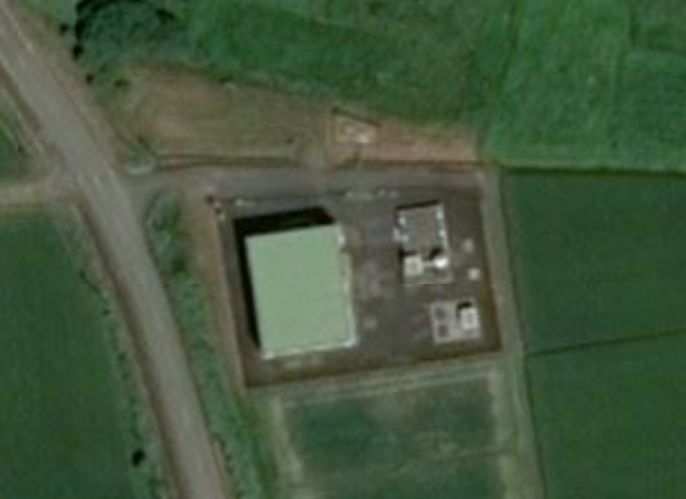
松渕浄水場
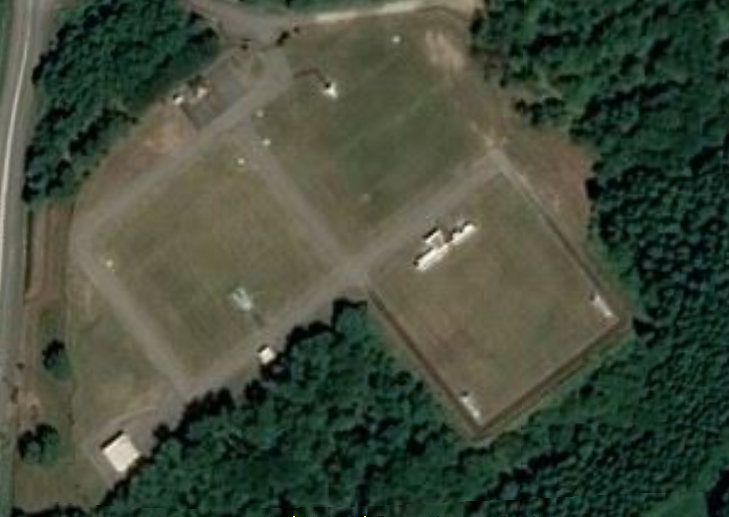
手形山配水場
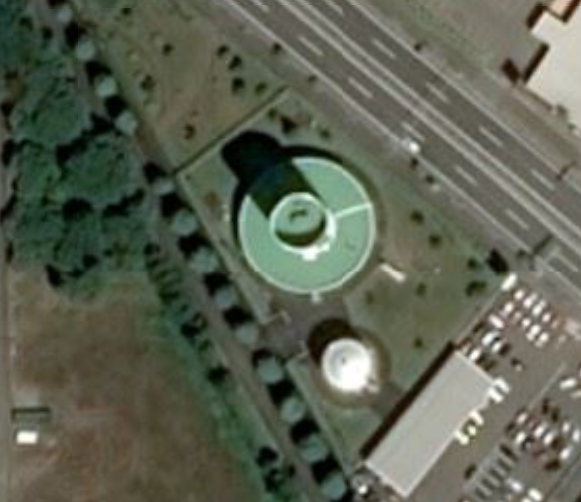
御所野配水場
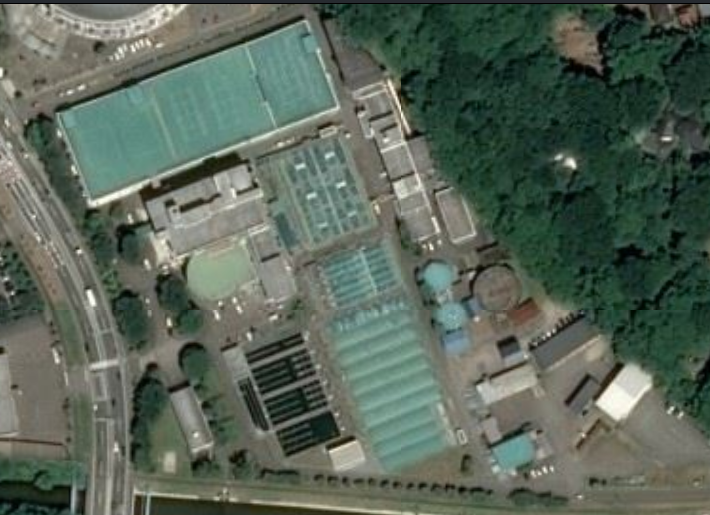
八橋下水処理場